# 条顿堡林山麓迪森
条顿堡林山麓迪森（德語：Dissen am Teutoburger Wald，發音：[ˈdɪsn̩ ʔam ˈtɔʏtoˌbʊʁɡɐ ˈvalt]）是德国下萨克森州奥斯纳布吕克县的城市，面积31.9平方千米，2023年12月31日人口为10,730人。